# Biber-Kaltzeit
Die Biber-Kaltzeit (auch Biber-Glazial, Biber-Komplex oder umgangssprachlich Biber-Eiszeit) ist die älteste Kaltzeit des Pleistozäns. Sie ist im traditionellen viergliedrigen Kaltzeitschema der Alpen nach Albrecht Penck und Eduard Brückner nicht enthalten, der Name wurde 1953 von Ingo Schaefer in Anlehnung an die Benennung des traditionellen Penck-Schemas nach dem Biberbach nordwestlich von Augsburg gewählt. Typregion ist die Stauden-Platte in der Iller-Lech-Platte und die Staufenberg-Schottertreppe im Gebiet von Aindling. Der Biber-Kaltzeit folgt das Biber-Donau-Interglazial.

## Gliederung
Schaefer definierte 1953 die Biber-Kaltzeit nach Schotterkörpern der Stauden-Platte im Bereich der Iller-Lech-Platte sowie in der Aindlinger Terrassenabfolge, indem er die so genannten Mittleren und Oberen Deckschotter zusammenfasste. Diese entsprechen der 1974 von Scheunenpflug ausgeschiedenen Staufenberg-Schottertreppe der Iller-Lech-Platte und den so genannten Hochschottern des Aindlinger Gebietes. Ebenso damit zu parallelisieren ist die Kristallinreiche Liegendfazies, die Löscher 1976 im Rheingletschergebiet der westlichen Riß-Iller-Platte ausschied. Die der Biber-Kaltzeit zugeschriebenen Schotter im Iller-Lech-Gebiet sind meist stark verwittert und lassen sich auf die Kalkalpen zurückführen. Die Kristallinreiche Liegendfazies Löschers geht dagegen auf Ausgangsgesteine der Molassezone zurück.
Der Zusammenhang mit der in Norddeutschland und den Niederlanden verwendeten Gliederung ist nicht klar. Die Biber-Kaltzeit wird entweder mit dem Eburonium-Komplex oder dem Praetiglium-Komplex in den Niederlanden korreliert. Im ersten Fall entspräche sie den MIS 56 bis 62, wäre also etwa in die Zeit zwischen 1,6 und 1,8 Millionen Jahre vor heute einzuordnen, im zweiten Fall entspräche sie ungefähr den MIS 96 bis 100, und hätte sich damit etwa vor 2,4 bis 2,588 Millionen ereignet. Die Korrelation ist allerdings mit Problemen behaftet aufgrund der Erkenntnis, dass die entsprechenden Ablagerungen in den Niederlanden wahrscheinlich nicht durch klimatische Änderungen gesteuert wurden. Ähnliche Zweifel an klimatischen Gründen für die als Biber-zeitlich angesehenen Ablagerungen gibt es auch für den Alpenraum, möglich ist eine tektonische Steuerung etwa infolge von Hebungsphasen der Alpen. Die Abfolge und Gestalt der Schotterkörper macht es wahrscheinlich, dass während ihrer Bildung mehrfach Wechsel zwischen Fluss-Erosion und -Akkumulation stattfanden.
Die Biber-Kaltzeit entspricht zumindest teilweise den Schweizerischen Deckenschotter-Vergletscherungen.

## Vorkommen
In die Biber-Kaltzeit eingeordnete Schotter (auch Ältester Deckenschotter) kommen nordwestlich von Augsburg vor (Stauffenberg-Schotter), ebenso nordöstlich (Hohenrieder Schotter) und südwestlich von Augsburg (Schotter der Stauden-Platte). Ebenfalls dazu gezählt werden isoliert liegende Schottervorkommen des Hochfirsts bei Mindelheim und des Stoffersbergs bei Landsberg am Lech. Möglicherweise gehören auch im Sundgau verbreitete Schotter in die Biber-Kaltzeit.